# Call to Arms (Star Trek: Deep Space Nine)
"Call to Arms" és el 26è i últim episodi de la cinquena temporada de la sèrie de televisió de ciència-ficció estatunidenca Star Trek: Deep Space Nine, el 124è de tota la sèrie. Originalment es van emetre en redifusió a partir del 16 de juny de 1997. El guió fou escrit per Ira Steven Behr i Robert Hewitt Wolfe i fou dirigit per Allan Kroeker. Aquest episodi marca l'inici del cèlebre arc argumental de la Guerra del Domini.
Ambientada al segle XXIV, la sèrie segueix les aventures a Espai Profund 9, una estació espacial situada prop d'un forat de cuc estable entre els Quadrants Alfa i Gamma de la Via Làctia, prop del planeta Bajor, mentre els bajorans es recuperen d'una brutal ocupació de dècades pels imperialistes cardassians. El Quadrant Gamma acull un imperi hostil conegut com el Domini, governat pels Fundadors que canvien de forma. A les temporades mitjanes de la sèrie, la Federació està amenaçada tant per l'Imperi Klíngon com pel Domini. En aquest episodi la tripulació d’Espai Profund 9 respon a la recent annexió i fortificació de Cardàssia per part del Domini desplegant mines per evitar més incursions del Domini des del Quadrant Gamma, i el Domini respon atacant Espai Profund 9.
Al final d'aquest episodi, el Domini captura Espai Profund 9; això condueix a un arc argumental de sis episodis al començament de la sisena temporada que representa la vida a "DS9" sota l'ocupació del Domini i els esforços de la Flota Estel·lar per recuperar l'estació. Molts personatges recurrents fan aparicions en aquest episodi, incloent-hi Garak, Weyoun, Dukat, Martok, Leeta i Ziyal.

## Argument
En assabentar-se que els romulans i altres potències importants han signat un pacte de no agressió amb el Domini, el Comandament de la Flota Estel·lar ordena al capità Benjamin Sisko que impedeixi que més reforços del Domini arribin a Cardàssia des del seu territori natal al Quadrant Gamma. Els membres de la tripulació del DS9 Jadzia Dax, Miles O'Brien i Rom dissenyen un pla per bloquejar el forat de cuc amb un camp de mines autoreplicants i camuflades. Les mines no es poden activar fins que no estiguin completament desplegades, cosa que trigarà un temps a completar-se. Poc després que comenci el desplegament, el representant del Domini, Weyoun, declara que l'Espai Profund 9 serà atacat a menys que es retirin les mines.
Com que els reforços de la Flota Estel·lar no estan disponibles, Sisko demana al general klíngon Martok que patrulli la frontera mentre la "Defiant" continua el desplegament. Sisko aprova el pacte de no-agressió ofert a Bajor pel Domini, amb l'esperança que mantingui Bajor fora de la guerra imminent. Sisko oficia el matrimoni de Rom amb la seva promesa Leeta abans que ella i altres bajorans evacuïn l'estació com a resultat de l'acord de no-agressió.
El personal de la Flota Estel·lar roman per defensar l'estació fins que les mines estiguin completament desplegades. Les forces del Domini ataquen i es troben amb l'armament del "DS9" i la nau de Martok, el "Rotarran". Després que s'activi el camp de mines, Sisko ordena al personal de la Flota Estel·lar que també evacuï, lliurant el "DS9" al Domini. Anuncia que mentre el Domini estava ocupat amb el "DS9", una força combinada de la Flota Estel·lar i els Klíngons va destruir una important drassana del Domini. Durant l'evacuació, Dax i el seu amant Worf són assignats a naus separades i acorden casar-se si sobreviuen a la guerra.
El fill del capità Sisko, Jake, roman al DS9 per servir com a reporter del Servei de Notícies de la Federació mentre l'estació està ocupada pel Domini. Rom també es queda, actuant com a espia per a la Flota Estel·lar mentre treballa al bar del seu germà Quark. L'oficial d'enllaç bajorana Kira desactiva els sistemes de l'estació activant un programa informàtic preestablert; i després ella, Quark i el cap de seguretat Odo donen la benvinguda als ocupants del Domini, liderats per Weyoun i el cardassià Gul Dukat, a l'estació. Dukat recupera l'oficina del comandant de l'estació, on troba la pilota de beisbol de Sisko abandonada, un missatge que li diu que Sisko tornarà.
Sisko s'enfada en saber que Jake s'ha quedat, però no pot tornar al DS9 i posar en perill la seva tripulació pel bé d'un sol home, ni tan sols el seu propi fill. Aviat, la «Defiant» i la «Rotarran» s'uneixen a una armada massiva de naus de la Flota Estel·lar i klíngon.

## Actors convidats
- Andrew J. Robinson - Elim Garak
- Jeffrey Combs - Weyoun
- Marc Alaimo - Dukat
- J. G. Hertzler - Martok
- Chase Masterson - Leeta
- Melanie Smith - Tora Ziyal

## Producció
Deep Space Nine es va produir durant un període de transició entre el treball de control de moviment amb models físics i les imatges generades per ordinador. "Call to Arms" utilitzava una barreja de treballs de models de tipus antic, com ara el control de moviment i els efectes especials generats per ordinador. La producció de les imatges de control de moviment va trigar setmanes a aconseguir l'aspecte desitjat.
Aquest episodi va utilitzar un disseny de nau espacial fictícia, anomenada classe Akira, que s'havia utilitzat anteriorment a l'univers Star Trek a la pel·lícula de 1996 Star Trek: First Contact. El disseny de la classe Akira es va mostrar de nou en aquest programa de televisió als episodis "Tears of the Prophets" i "What You Leave Behind".

## Recepció
Keith DeCandido de Tor.com va qualificar l'episodi amb un deu sobre deu.
Una guia de marató de sèries del 2015 de Star Trek: Deep Space Nine de Wired recomanava aquest episodi com a essencial.
El 2015, Geek.com va recomanar aquest episodi com a "imprescindible" per a la seva guia abreujada de marató de sèries de Star Trek: Deep Space Nine, assenyalant que aquest és l'inici de la guerra del Domini i implica el forat de cuc del quadrant gamma de Deep Space Nine.
El 2016, The Hollywood Reporter va classificar "Call to Arms" com el sisè de tots els episodis de Star Trek: Deep Space Nine.El 2016, Gizmodo va classificar "Call to Arms" en el lloc 31 de tots els episodis de televisió de Star Trek produïts fins aleshores. Aquest episodi destaca per reunir moltes narratives i arcs de personatges desenvolupats al llarg de la cinquena temporada (1996–1997), i els fa avançar cap a una conclusió significativa.
El 2018, SyFy va recomanar aquest episodi per a la seva guia abreujada de visionat del personatge bajorà Kira Nerys. El recomanen com a seqüència que inclou els episodis "Call to Arms," "A Time to Stand," "Rocks and Shoals," "Sons and Daughters," "Behind the Lines," "Favor the Bold" i "Sacrifice of Angels"; això inclou el final de la temporada 5 i els primers sis episodis de la temporada 6 de la sèrie. Assenyalen que en aquest episodi, Kira es queda a l'estació una vegada més sota control cardassià.
El 2019, Comicbook.com va classificar "Call to Arms" com el novè millor episodi de Star Trek: Deep Space Nine, assenyalant per primera vegada a la franquícia Star Trek que va començar una gran guerra amb la Federació.